# Twike

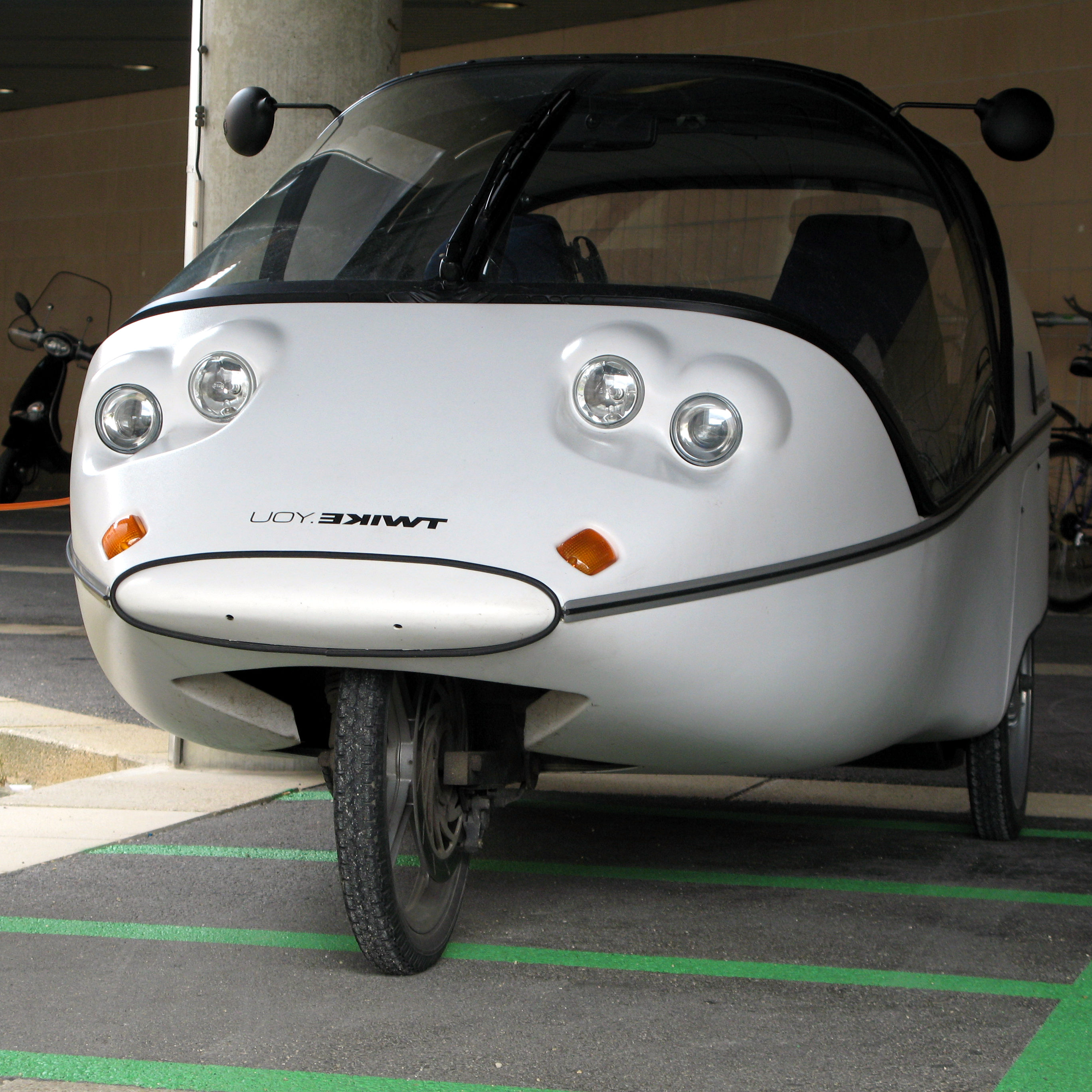
Twike

Twike e un vehicul electric ușor care poate transporta 2 pasageri si bagaje. Este un vehicul propulsat hibrid electric-muscular.

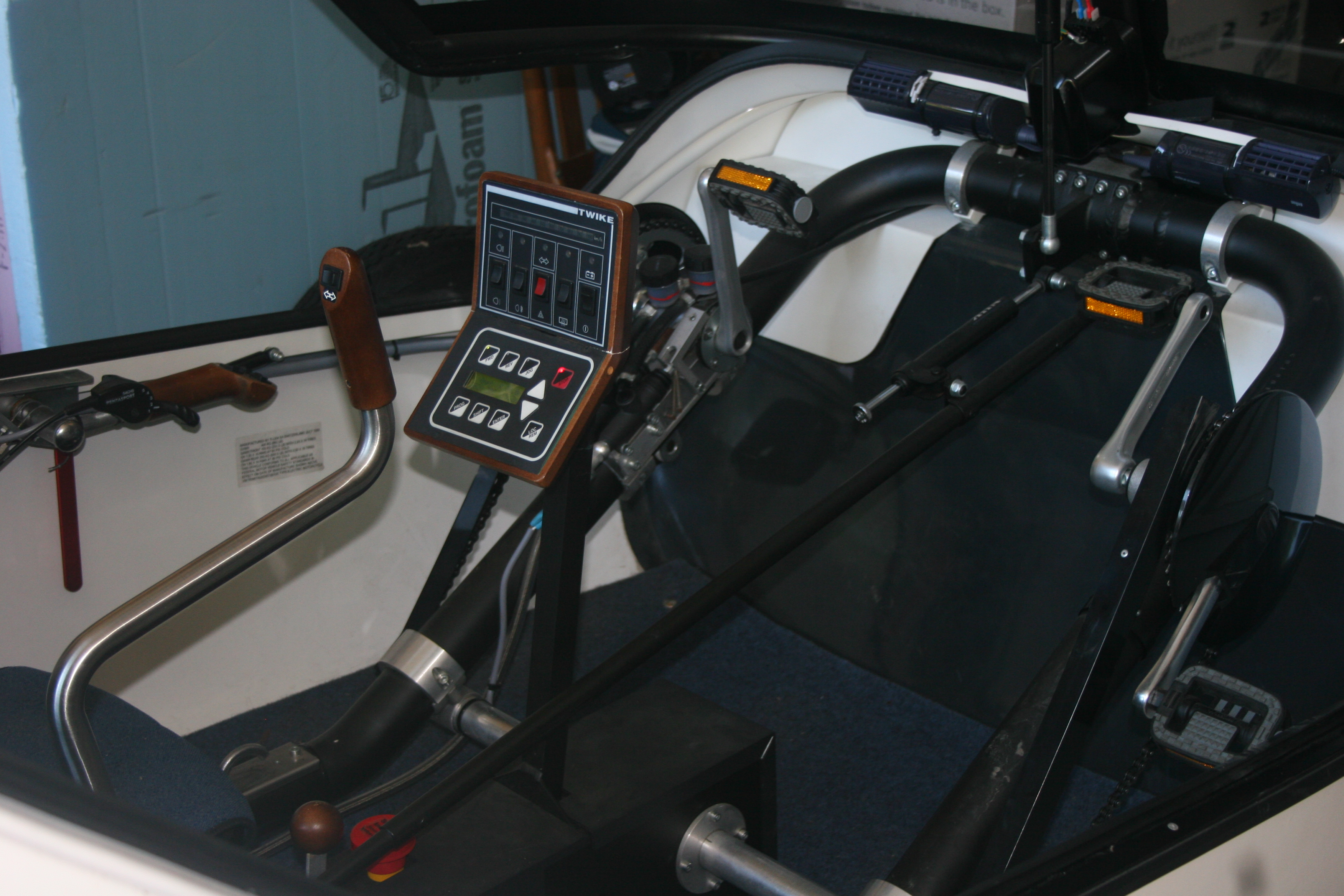
Interior of Powerplant 433, a 1998 Twike Active